# Tränen aus Stein
Tränen aus Stein (internationaler englischer Titel Tears of Stone; Originaltitel: Tár úr steini) ist eine isländische Filmbiografie von Hilmar Oddsson. Der Film widmet sich einem Lebensabschnitt des isländischen Komponisten Jón Leifs zwischen den 1920er Jahren und 1944, als er unter anderem in Deutschland lebte. Die isländische Premiere des Films war am 15. September 1995.

## Handlung
Der Komponist und Dirigent Jón Leifs lebt im Deutschland der 1920er und 1930er Jahre mit seiner Frau, der jüdischen Pianistin Annie Riethof, und den beiden Töchtern Snót und Líf. Annie gibt erfolgreiche Konzerte, während es für Jón schwierig ist, als Komponist zu reüssieren. Er wird zwar als Dirigent geschätzt, kann aber nur selten eigene Werke aufführen. Gleichzeitig wird die Lage für seine Familie im zunehmend von nationalsozialistischem Einfluss geprägten Deutschland schwieriger. Eine besonders tiefe Verbundenheit hat Jón zu seiner jüngeren Tochter Líf. Auf einem Spaziergang durch den Wald erzählt er ihr ein Märchen. Ein Stein, den er immer mit sich trägt, sei die versteinerte Träne eines Trolljungen, der nicht rechtzeitig vor Sonnenaufgang wieder zuhause war. Sein Vater habe ihn gefunden; die ganze Sehnsucht des Trolljungen nach seinem Zuhause, seinem Vater und seiner Mutter liege darin, und daher würde immer heimfinden, wer diesen Stein mit sich trägt.
Eines Tages wird Líf vermisst. Offenbar wurde sie zusammen mit anderen jüdischen Kindern von einer Gruppe Nazis attackiert und verfolgt. Jón findet sie im Haus des Rundfunks versteckt unter einem Haufen Stühle.
Jóns Agent Krötschl drängt ihn, dem „Ständigen Rat der Komponisten“ beizutreten, was er zunächst ablehnt. Da die finanzielle Lage der Familie schlecht ist, kommt er aber darauf zurück und erzählt Annie, dass er sich einen Beitritt überlege. Annie ist entschieden dagegen, da es sich um einen „Naziverein“ handle. Jón tritt dem Ständigen Rat trotzdem bei und erhält in der Folge über Krötschl eine stattliche Vorauszahlung für Rundfunkaufnahmen. Annie wirft ihm vor, dass das Geld nicht für seine Musik sei – sondern für sein Gewissen.
Jón Leifs kehrt für eine Weile nach Island zurück, während seine Familie in Bergholz-Rehbrücke bei Berlin bleibt. In Island zeigt er sich sehr unduldsam mit dem Orchester, das Werke von ihm einüben soll, und stößt zunehmend auf offene Ablehnung unter den Musikern. Zurück in Deutschland muss er feststellen, wie die Gesellschaft zunehmend vom Nationalsozialismus durchdrungen ist. Annie darf nicht mehr auftreten; sie und die Töchter leben in Angst. Líf lässt ihren Vater versprechen, sie nie wieder zu verlassen. Jón entdeckt den Umschlag mit Krötschls Vorauszahlung und stellt fest, dass das Geld noch da ist – „nie im Leben würde ich dieses Geld anrühren“, erklärt Annie, als Jón sie zur Rede stellt. Als er sie fragt, wovon sie in der Zeit seiner Abwesenheit gelebt habe, sagt sie zunächst nur, dass ihr Vater geholfen habe, aber Snót ergänzt, dass Ernst Züchner „Lebensmittel und Sachen“ gebracht habe. Züchner wurde schon zu Beginn des Films als Bekannter von Annie eingeführt. Aufgewühlt fragt Jón, ob Züchner wohl während seiner Abwesenheit „Stammgast hier gewesen“ sei. Während Jón und Annie streiten, halten Annies Eltern in einem Auto vor dem Haus, um sich zu verabschieden. Sie sind auf der Flucht vor der nationalsozialistischen Verfolgung und versuchen, in die Schweiz zu gelangen. Sie legen Jón und seiner Familie dringend nahe, Deutschland ebenfalls so schnell wie möglich zu verlassen.
Im Büro des Agenten Krötschl hängen inzwischen eine Hakenkreuzfahne und ein Porträt Hitlers. Er verkündet Jón „gute Nachrichten“: Er könne an einem Konzert in Potsdam eigene Werke dirigieren. Annie, die Jón zum Konzert begleitet, verlässt ihn am Bühneneingang und möchte den Saal durch den Haupteingang betreten, wird dort aber nicht eingelassen. Anschließend ist auch der Bühneneingang verschlossen. Der dirigierende Jón bekommt zunächst nicht mit, dass Annie im Freien auf das Ende des Konzerts wartet.
Während Jón sich bei der schwedischen Botschaft erfolglos um eine Möglichkeit bemüht, Deutschland mit seiner Familie zu verlassen, erhält Annie brieflich die Nachricht, dass ihre Eltern im KZ Dachau ermordet wurden. Wenig später erscheint Züchner, der ihr ebenfalls diese Nachricht überbringen wollte. Jón bittet ihn, von dem er wisse, dass er nicht „ohne Einfluss“ sei, sich dafür einzusetzen, dass sie Deutschland verlassen können. Züchner fragt ihn, ob er wisse, dass Island von den Briten besetzt sei, und verlässt ihn mit den Worten „Sie hören von mir“. Es folgt eine isländische Radioansprache von Jón Leifs, in der er gegen die britische Besetzung Islands agitiert. Der Film zeigt Jón während der Ansprache unter einem Hakenkreuz sitzend.
Wieder spaziert Jón mit Líf durch den Wald. Nun ist sie es, die ihm das Märchen vom isländischen Trolljungen erzählt, der sich verirrt hatte und den Weg nicht mehr fand. Zuhause macht ihm Annie Vorwürfe wegen der Radioansprache. Jón verteidigt sich: Er versuche nur, die Familie zu retten und einen Ausweg zu finden. Er opfere seine Integrität und seinen Leumund, damit sie das Land verlassen könne. Als er sie fragt, was sie denn „schon geopfert“ habe, rennt sie in die Nacht hinaus. Jón und die Kinder folgen ihr und sie gehen zurück ins Haus.
Von Züchner, der sich als Funktionär im Propagandaministerium herausstellt, erhält Jón tatsächlich die Papiere, die der ganzen Familie die Ausreise ermöglichen. Auf der Überfahrt nach Schweden erklärt Jón, dass er und Annie sich scheiden lassen werden. Líf wirft ihm verzweifelt den Bruch seines Versprechens vor, sie nie zu verlassen. Jón möchte ihr seinen „magischen“ Trollstein geben – sie wirft ihn ins Meer. Der Film endet mit einem Bild des Steins unter Wasser.
Es folgen Texttafeln, die das weitere Leben von Jón Leifs und seiner Familie zusammenfassen, darunter Jóns Rückkehr nach Island, seine Verheiratung mit einer anderen Frau, und den Tod von Líf, die am 11. Juli 1947 im Alter von 17 Jahren beim Schwimmen in Schweden ertrank.

## Produktion
Der Film ist eine isländisch-schwedisch-deutsche Koproduktion der Gesellschaften Tónabíó (Island), Idé Film Felixson (Schweden) und Peter Rommel Productions (Deutschland).
Jón Leifs' wirkliches Wohnhaus bei Berlin konnte als Drehort verwendet werden, da es immer noch stand und verfügbar war.
Die Bilder des Films weisen eine auffällige gelbliche Tönung auf. Dies ist auf ein künstlerisches Konzept von Sławomir Idziak zurückzuführen, des ursprünglichen Kameramanns des Films. Idziak, der für seine Arbeit mit Filtern – besonders in Filmen von Krzysztof Kieślowski – bekannt ist, verließ das Projekt nach seinen Aufnahmen in Island. Sigurður Sverrir Pálsson führte das Farbkonzept für die Aufnahmen in Deutschland fort.
Die Dialoge des Films sind im Original deutsch und isländisch: Jón spricht deutsch mit Annie und anderen Deutschen, mit seinen Kindern aber isländisch, wie auch während seines Aufenthalts in Island. Für die Filmmusik wurden vor allem Werke von Jón Leifs selbst verwendet, zum Teil bearbeitet von Hjálmar H. Ragnarsson, sowie einzelne Stücke von Hjálmar H. Ragnarsson.

## Rezeption
Erlendur Sveinsson schrieb im Morgunblaðið, dass mit Tár úr steini endlich ein isländischer Film mit überzeugenden Figuren vorliege, der die Zuschauer nicht unberührt lasse. Endlich seien menschliche Gefühle geschaffen worden, mit denen man sich identifizieren könne und die einem nicht egal seien. Der Film habe damit neue Maßstäbe für das isländische Kino gesetzt. Erlendur betonte in seiner Besprechung auch die Bedeutung des Films für die Steigerung der internationalen Bekanntheit der Musik von Jón Leifs.

## Auszeichnungen
- Göteborg International Film Festival 1996: Nordischer Publikumspreis
- DV-Kulturpreis 1996 in den Kategorien Bester Film und Bester Regisseur
- Internationales Festival des jüdischen und israelischen Films Montpellier 1996: Grand Prix
- Internationales Filmfestival Prag 1996: Preis in der Kategorie Herausragende Kinematographie[4]